# Чофениг, Даниэль
Даниэль Чофениг (нем. Daniel Tschofenig; род. 28 марта 2002 года, Австрия) — австрийский прыгун с трамплина. Член сборной Австрии по лыжным видам спорта. Призёр чемпионатов мира. Двукратный чемпион III Европейских игр 2023 года. Победитель турне Четырёх трамплинов сезона 2024/2025 годов. 

## Спортивная карьера
6 января 2021 года он дебютировал в прыжках с трамплина на этапе Кубка мира в Бишофсхофене, занял 30-е место и заработал первые очки в зачёт Кубка мира. 19 февраля 2021 года на этапе Кубка мира в Румынии он смог занять девятое место и впервые в карьере вошёл в десятку лучших прыгунов с трамплина на отдельном соревновании. Несмотря на хорошие результаты, Даниэль не был включен в заявку на участие в чемпионате мира по лыжным видам спорта в Оберстдорфе.
Зимой 2022 года он занял 18-е место на Турне четырёх трамплинов. После этого продолжал участвовать в Кубке мира и 16 января 2022 года в Закопане поднялся на пятое место. Был номинирован Австрийским олимпийским комитетом на участие в зимних Олимпийских играх 2022 года в Пекине, однако участие в соревнованиях не принимал. В 2022 году на чемпионате мира по лыжным гонкам среди юниоров в Закопане он стал чемпионом мира среди юниоров в одиночном разряде, опередив своих соотечественников Давида Хаагена и Маркуса Мюллера, а также стал чемпионом в командных соревнованиях.
11 февраля 2023 года Чофениг занял третье место на этапе Кубка мира на Большом олимпийском трамплине в Лейк-Плэсиде, что стало его лучшим результатом в личном зачете Кубка мира.
На Европейских играх 2023 года Чофениг выиграл золотую медаль на нормальном трамплине, опередив своего товарища по команде Яна Херля. 